# Lekunberri (Navarra)
Lekunberri (spanisch Lecumberri) ist ein Dorf und eine Gemeinde (Municipio) mit 1.697 Einwohnern (Stand: 2024) im baskischsprachigen Norden von Navarra in Spanien.
1990 wurde Lekunberri von der Nachbargemeinde Larraun eigenständig.

## Lage
Lekunberri liegt etwa 45 Kilometer südlich von Donostia-San Sebastián und etwa 40 Kilometer nordwestlich von Pamplona in einer durchschnittlichen Höhe von 570 m. Durch die Gemeinde führt die Autovía A-15.

## Kultur und Sehenswürdigkeiten

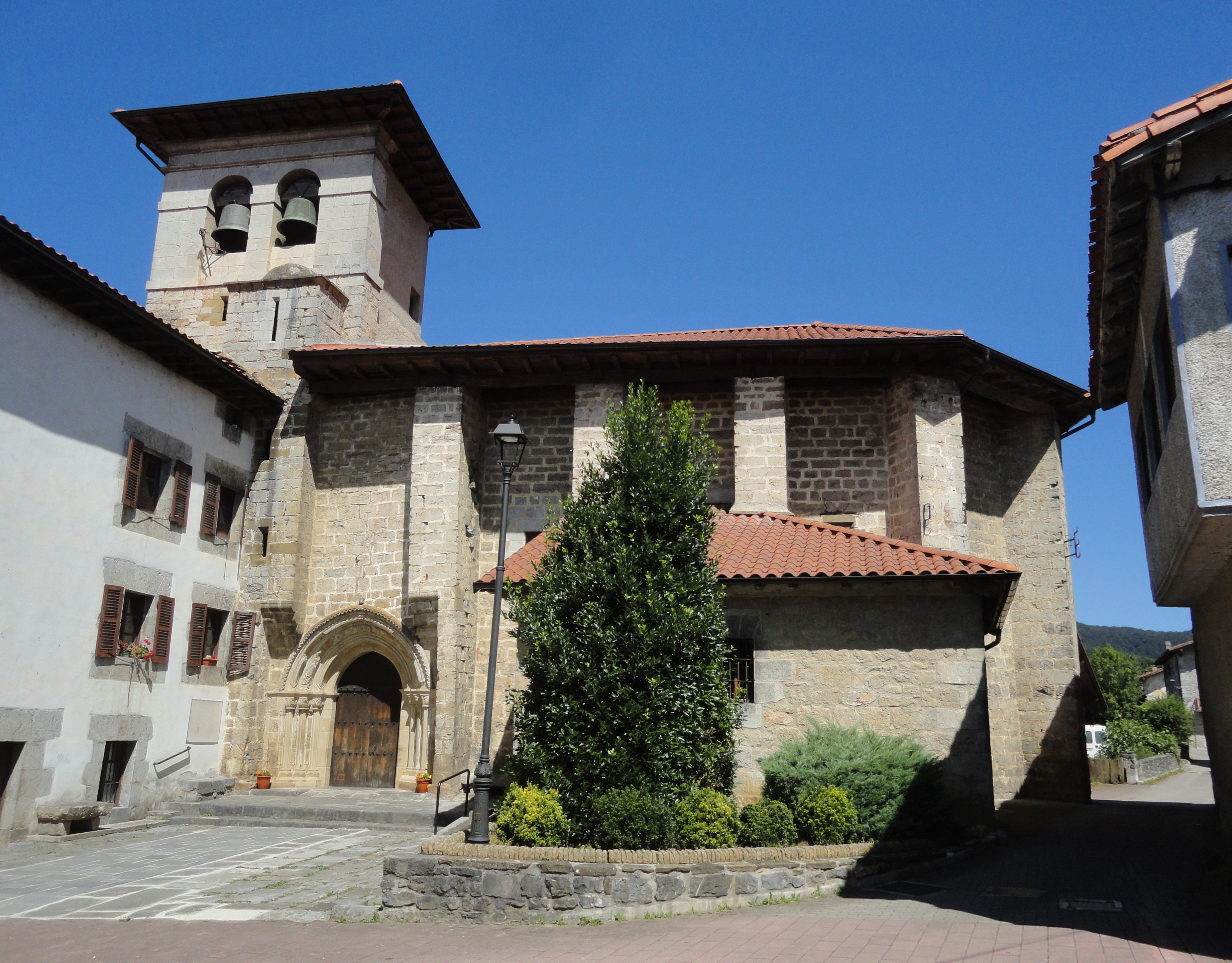
Johannes-der-Täufer-Kirche

- Johannes-der-Täufer-Kirche

## Söhne und Töchter der Stadt
- Javier Etxarri (* 1986), Radrennfahrer

## Trivia
Die Rockband Berri Txarrak wurde hier von Gorka Urbizu gegründet.